# Palácio de Cortés

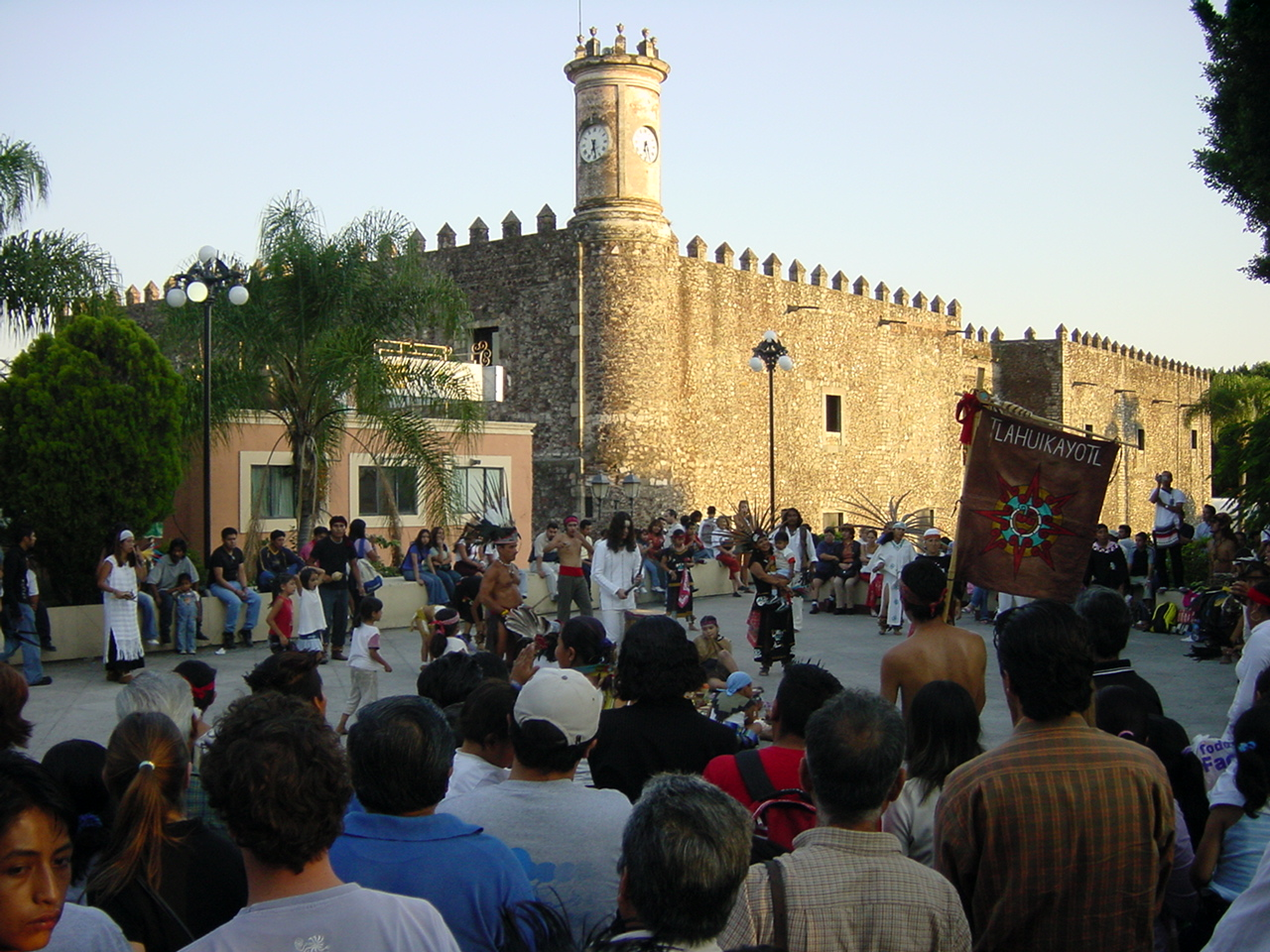
Palacio de Cortés seen from the zocalo of Cuernavaca

O Palácio de Cortés é uma antigo palácio na cidade de Cuernavaca, Morelos, no México. Foi a residência do conquistador espanhol Hernán Cortés, após ele ter se mudado da Cidade do México para Cuernavaca. Sua construção foi iniciada em 1526. Cortés decidiu construí-lo no topo de uma colina, sobre as ruínas astecas ali existentes. O local era usado pelos Astecas como local sagrado, e tornou-se depois símbolo da conquista e do domínio espanhol no território.
O palácio já teve diferentes usos: residencial, igreja, prisão, palácio do goberno de Morelos, e atualmente abriga um museu, expondo uma coleção de objetos e obras de arte que descrevem e refletem a história de Morelos.